# Josef Beránek (zapaśnik)
Josef Beránek (ur. 6 grudnia 1891 w Havlíčkův Brodzie, zm. 6 lipca 1959 w Pradze) – czeski zapaśnik reprezentujący Czechy oraz Czechosłowację. Startował w wadze piórkowej na igrzyskach w Sztokholmie w 1912 roku i igrzyskach w Antwerpii w 1920 roku oraz w wadze lekkiej na igrzyskach w Paryżu w 1924 roku.